# Mašta
Mašta ili imaginacija psihički je proces stvaranja novih predodžbi kombiniranjem različitih ideja i pojmova koji kao takvi ne postoje u ranijem iskustvu.
Mašta kao stvaralačko mišljenje predstavlja osnovu umjetničke, znanstvene i tehničke kreativnosti, ali i stvaralaštva i raznovrsnih inovacija u svakodnevnom životu. Proces maštanja pod snažnim je utjecajem želja.
Neki psiholozi i psihoanalitičari smatraju da mašta može biti i mehanizam obrane. Tako se nezadovoljavajuća stvarnost zamjenjuje maštarijama u kojima su na stvaralački način zadovoljene mnoge snažne, a u stvarnosti nezadovoljene težnje.